# Barnsley F.C. mùa giải 2016-17
Mùa giải 2016-17 chứng kiến Barnsley trở lại Championship sau hai mùa giải ở League One, khi xuống hạng ở mùa giải 2013-14. Cùng với Championship, câu lạc bộ cũng thi đấu tại Cúp FA và Cúp Liên đoàn. Mùa giải kéo dài từ ngày 1 tháng 7 năm 2016 đến ngày 30 tháng 6 năm 2017.

## Đội hình
| Số       | Tên                       | Vị trí  | Q.tịch       | Nơi sinh     | Tuổi    | Số trận | Bàn thắng | Ký hợp đồng từ      | Ngày ký hợp đồng    | Phí           | Hết hợp đồng  |
| Thủ môn  | Thủ môn                   | Thủ môn | Thủ môn      | Thủ môn      | Thủ môn | Thủ môn | Thủ môn   | Thủ môn             | Thủ môn             | Thủ môn       | Thủ môn       |
| -------- | ------------------------- | ------- | ------------ | ------------ | ------- | ------- | --------- | ------------------- | ------------------- | ------------- | ------------- |
| 1        | Adam Davies               | GK      | Wales · Đức  | Rinteln      | 32      | 124     | 0         | Sheffield Wednesday | 13 tháng 6 năm 2014 | Miễn phí      | 2019          |
| 13       | Nick Townsend             | GK      | Anh          | Solihull     | 30      | 10      | 0         | Birmingham City     | 1 tháng 9 năm 2015  | Không tiết lộ | 2018          |
| 30       | Jack Walton               | GK      | Anh          | Bfolury      | 27      | 0       | 0         | Học viện            | 1 tháng 7 năm 2015  | Thực tập sinh | 2018          |
| Hậu vệ   |                           |         |              |              |         |         |           |                     |                     |               |               |
| 3        | Aidan White               | LB      | Anh          | Otley        | 33      | 32      | 0         | Rotherham United    | tháng 1 năm 2016    | Miễn phí      | 2017          |
| 4        | Marc Roberts (Đội trưởng) | CB      | Anh          | Barnsley     | 34      | 85      | 5         | FC Halifax Town     | 1 tháng 7 năm 2015  | Miễn phí      | 2018          |
| 5        | Angus MacDonald           | CB      | Anh          | Winchester   | 32      | 41      | 2         | Torquay United      | 2 tháng 8 năm 2016  | Không tiết lộ | 2018          |
| 16       | Callum Evans              | LB      | Anh          | Bristol      | 29      | 3       | 0         | Manchester United   | 29 tháng 4 năm 2016 | Miễn phí      | 2017          |
| 17       | Andy Yiadom               | RB/RW   | Ghana        | Holloway     | 33      | 33      | 0         | Barnet              | 1 tháng 7 năm 2016  | Miễn phí      | 2018          |
| 18       | Adam Jackson              | CB      | Anh          | Darlington   | 31      | 11      | 0         | Middlesbrough       | 30 tháng 8 năm 2016 | Không tiết lộ | 2019          |
| 19       | Cole Kpekawa              | LB      | Anh          | Blackpool    | 29      | 7       | 0         | QueensPark Rangers  | 31 tháng 8 năm 2016 | £450.000      | 2019          |
| 21       | Saidy Janko               | RB      | Thụy Sĩ      | Zürich       | 29      | 14      | 1         | Celtic              | 31 tháng 8 năm 2016 | Cho mượn      | 2017          |
| 24       | Jack Cowgill              | CB      | Anh          | Wakefield    | 28      | 2       | 0         | Học viện            | 1 tháng 7 năm 2014  | Thực tập sinh | 2017          |
| 29       | Gethin Jones              | RB      | Wales · Úc   | Perth        | 29      | 17      | 0         | Everton             | 18 tháng 1 năm 2017 | Cho mượn      | 2017          |
| 38       | Callum Elder              | LB      | Úc           | Sydney       | 30      | 5       | 0         | Leicester City      | 31 tháng 1 năm 2017 | Cho mượn      | 2017          |
| Tiền vệ  |                           |         |              |              |         |         |           |                     |                     |               |               |
| 6        | Josh Scowen               | CM      | Anh          | Enfield      | 32      | 108     | 12        | Wycobme Wanderers   | 15 tháng 1 năm 2015 | Không tiết lộ | 2017          |
| 7        | Adam Hammill              | RW      | Anh          | Liverpool    | 37      | 158     | 25        | Cầu thủ tự do       | 9 tháng 11 năm 2015 | Miễn phí      | 2018          |
| 10       | George Moncur             | AM      | Anh          | Swindon      | 31      | 13      | 2         | Colchester United   | 21 tháng 6 năm 2016 | £500.000      | Không tiết lộ |
| 15       | Marley Watkins            | RW/SS   | Wales · Anh  | London       | 34      | 87      | 18        | Inverness CT        | 1 tháng 7 năm 2015  | Miễn phí      | 2017          |
| 22       | Sessi D'Almeida           | CM      | Bénin · Pháp | Bordeaux     | 20      | 3       | 0         | Cầu thủ tự do       | 11 tháng 8 năm 2016 | Miễn phí      | 2018          |
| 27       | Alex Mowatt               | CM      | Anh          | Doncaster    | 30      | 11      | 1         | Leeds United        | 31 tháng 1 năm 2017 | £600.000      | 2019          |
| 28       | Ryan Williams             | RW      | Úc           | Subiaco      | 31      | 30      | 1         | Fulham              | 26 tháng 7 năm 2015 | Không tiết lộ | 2017          |
| 34       | Ryan Hedges               | WG/SS   | Wales · Anh  | Northampton  | 29      | 8       | 0         | Swansea City        | 31 tháng 1 năm 2017 | Không tiết lộ | 2019          |
| 36       | Matty James               | CM      | Anh          | Bacup        | 33      | 18      | 1         | Leicester City      | 25 tháng 1 năm 2017 | Cho mượn      | 2017          |
| 40       | Ryan Kent                 | LW/SS   | Anh          | Oldham       | 28      | 47      | 3         | Liverpool           | 26 tháng 7 năm 2016 | Cho mượn      | 2017          |
| Tiền đạo |                           |         |              |              |         |         |           |                     |                     |               |               |
| 11       | Elliot Lee                | CF      | Anh          | Durham       | 30      | 6       | 0         | West Ham United     | 25 tháng 6 năm 2016 | Miễn phí      | 2018          |
| 20       | Tom Bradshaw              | CF      | Wales · Anh  | Swindon      | 32      | 45      | 8         | Walsall             | 14 tháng 7 năm 2016 | £550.000      | 2019          |
| 23       | Stefan Payne              | CF      | Anh          | Lambeth      | 33      | 9       | 0         | Dover Athletic      | 18 tháng 5 năm 2016 | Không tiết lộ | 2018          |
| 32       | Adam Armstrong            | CF      | Anh          | Chapel House | 28      | 35      | 6         | Newcastle United    | 30 tháng 8 năm 2016 | Cho mượn      | 2017          |

## Thống kê
Tính đến 11 tháng 5 năm 2017
| 1                            | TM | Wales            | Adam Davies     | 49 | 0  | 46+0  | 0  | 2+0 | 0 | 1+0 | 0 |
| 3                            | HV | Anh              | Aidy White      | 13 | 0  | 10+0  | 0  | 2+0 | 0 | 1+0 | 0 |
| 4                            | HV | Anh              | Marc Roberts    | 43 | 3  | 40+0  | 3  | 2+0 | 0 | 1+0 | 0 |
| 5                            | HV | Anh              | Angus MacDonald | 40 | 2  | 38+0  | 1  | 2+0 | 1 | 0+0 | 0 |
| 6                            | TV | Anh              | Josh Scowen     | 44 | 3  | 38+3  | 2  | 2+0 | 0 | 1+0 | 1 |
| 7                            | TV | Anh              | Adam Hammill    | 40 | 3  | 21+16 | 3  | 2+0 | 0 | 1+0 | 0 |
| 10                           | TV | Anh              | George Moncur   | 13 | 2  | 8+4   | 2  | 0+0 | 0 | 1+0 | 0 |
| 11                           | TĐ | Anh              | Elliott Lee     | 6  | 0  | 0+6   | 0  | 0+0 | 0 | 0+0 | 0 |
| 15                           | TV | Wales            | Marley Watkins  | 45 | 10 | 34+8  | 10 | 1+1 | 0 | 1+0 | 0 |
| 16                           | HV | Anh              | Callum Evans    | 1  | 0  | 0+1   | 0  | 0+0 | 0 | 0+0 | 0 |
| 17                           | HV | Anh              | Andy Yiadom     | 33 | 0  | 31+1  | 0  | 0+0 | 0 | 0+1 | 0 |
| 18                           | HV | Anh              | Adam Jackson    | 11 | 0  | 9+1   | 0  | 0+1 | 0 | 0+0 | 0 |
| 19                           | HV | Anh              | Cole Kpekawa    | 7  | 0  | 4+3   | 0  | 0+0 | 0 | 0+0 | 0 |
| 20                           | TĐ | Anh              | Tom Bradshaw    | 45 | 8  | 28+14 | 8  | 2+0 | 0 | 1+0 | 0 |
| 21                           | HV | Thụy Sĩ          | Saidy Janko     | 14 | 1  | 7+7   | 1  | 0+0 | 0 | 0+0 | 0 |
| 22                           | TV | Bénin            | Sessi D'Almeida | 3  | 0  | 0+3   | 0  | 0+0 | 0 | 0+0 | 0 |
| 26                           | TV | Anh              | Jacob Brown     | 2  | 0  | 0+2   | 0  | 0+0 | 0 | 0+0 | 0 |
| 27                           | TV | Anh              | Alex Mowatt     | 11 | 1  | 6+5   | 1  | 0+0 | 0 | 0+0 | 0 |
| 28                           | TV | Úc               | Ryan Williams   | 17 | 1  | 4+12  | 1  | 0+1 | 0 | 0+0 | 0 |
| 29                           | HV | Wales            | Gethin Jones    | 17 | 0  | 16+1  | 0  | 0+0 | 0 | 0+0 | 0 |
| 32                           | TĐ | Anh              | Adam Armstrong  | 33 | 6  | 22+10 | 6  | 1+0 | 0 | 0+0 | 0 |
| 34                           | TV | Wales            | Ryan Hedges     | 9  | 0  | 3+6   | 0  | 0+0 | 0 | 0+0 | 0 |
| 36                           | TV | Anh              | Matty James     | 18 | 1  | 17+1  | 1  | 0+0 | 0 | 0+0 | 0 |
| 38                           | HV | Úc               | Callum Elder    | 5  | 0  | 5+0   | 0  | 0+0 | 0 | 0+0 | 0 |
| 40                           | TV | Anh              | Ryan Kent       | 46 | 3  | 39+4  | 3  | 1+1 | 0 | 0+1 | 0 |
| Cầu thủ cho mượn:            |    |                  |                 |    |    |       |    |     |   |     |   |
| 16                           | HV | Anh              | Callum Evans    | 2  | 0  | 1+1   | 0  | 0+0 | 0 | 0+0 | 0 |
| 23                           | TĐ | Anh              | Stefan Payne    | 9  | 0  | 0+7   | 0  | 0+1 | 0 | 0+1 | 0 |
| 41                           | TV | Anh              | Josh Kay        | 1  | 0  | 1+0   | 0  | 0+0 | 0 | 0+0 | 0 |
| Cầu thủ rời khỏi câu lạc bộ: |    |                  |                 |    |    |       |    |     |   |     |   |
| 2                            | HV | Anh              | James Bree      | 22 | 0  | 18+1  | 0  | 2+0 | 0 | 1+0 | 0 |
| 8                            | TV | Cộng hòa Ireland | Conor Hourihane | 28 | 6  | 25+0  | 6  | 2+0 | 0 | 1+0 | 0 |
| 9                            | TĐ | Anh              | Sam Winnall     | 21 | 11 | 18+2  | 11 | 1+0 | 0 | 0+0 | 0 |
| 26                           | HV | Anh              | Alfie Mawson    | 5  | 2  | 4+0   | 2  | 0+0 | 0 | 1+0 | 0 |
| 29                           | TV | Ai Cập           | Sam Morsy       | 14 | 0  | 12+2  | 0  | 0+0 | 0 | 0+0 | 0 |

### Số liệu bàn thắng
Tính đến 11 tháng 5 năm 2017
| Thứ hạng      | Số            | Q.tịch           | Vị trí        | Tên             | Championship | Cúp FA | Cúp Liên đoàn | Tổng cộng |
| ------------- | ------------- | ---------------- | ------------- | --------------- | ------------ | ------ | ------------- | --------- |
| 1             | 9             | Anh              | CF            | Sam Winnall     | 11           | 0      | 0             | 11        |
| 2             | 15            | Wales            | RW            | Marley Watkins  | 10           | 0      | 0             | 10        |
| 3             | 20            | Wales            | CF            | Tom Bradshaw    | 8            | 0      | 0             | 8         |
| 4             | 8             | Cộng hòa Ireland | CM            | Conor Hourihane | 6            | 0      | 0             | 6         |
| 4             | 32            | Anh              | CF            | Adam Armstrong  | 6            | 0      | 0             | 6         |
| 6             | 4             | Anh              | CB            | Marc Roberts    | 4            | 0      | 0             | 4         |
| 7             | 6             | Anh              | CM            | Josh Scowen     | 2            | 0      | 1             | 3         |
| 7             | 7             | Anh              | RW            | Adam Hammill    | 3            | 0      | 0             | 3         |
| 7             | 40            | Anh              | LW            | Ryan Kent       | 3            | 0      | 0             | 3         |
| 10            | 5             | Anh              | CB            | Angus MacDonald | 1            | 1      | 0             | 2         |
| 10            | 10            | Anh              | AM            | George Moncur   | 2            | 0      | 0             | 2         |
| 10            | 26            | Anh              | CB            | Alfie Mawson    | 2            | 0      | 0             | 2         |
| 13            | 21            | Thụy Sĩ          | LB            | Saidy Janko     | 1            | 0      | 0             | 1         |
| 13            | 27            | Anh              | CM            | Alex Mowatt     | 1            | 0      | 0             | 1         |
| 13            | 28            | Úc               | RW            | Ryan Williams   | 1            | 0      | 0             | 1         |
| 13            | 36            | Anh              | CM            | Matty James     | 1            | 0      | 0             | 1         |
| Phản lưới nhà | Phản lưới nhà | Phản lưới nhà    | Phản lưới nhà | Phản lưới nhà   | 2            | 0      | 0             | 2         |
| Tổng cộng     | Tổng cộng     | Tổng cộng        | Tổng cộng     | Tổng cộng       | 61           | 1      | 1             | 63        |

### Số liệu kỉ luật
Tính đến 11 tháng 5 năm 2017
| Thứ hạng  | Số        | Q.tịch           | Vị trí    | Tên             | Championship | Championship                              | Championship | Cúp FA   | Cúp FA                                    | Cúp FA | Cúp Liên đoàn | Cúp Liên đoàn                             | Cúp Liên đoàn | Tổng cộng | Tổng cộng                                 | Tổng cộng |
| Thứ hạng  | Số        | Q.tịch           | Vị trí    | Tên             | Thẻ vàng     | Thẻ vàng · Thẻ vàng-đỏ (thẻ đỏ gián tiếp) | Thẻ đỏ       | Thẻ vàng | Thẻ vàng · Thẻ vàng-đỏ (thẻ đỏ gián tiếp) | Thẻ đỏ | Thẻ vàng      | Thẻ vàng · Thẻ vàng-đỏ (thẻ đỏ gián tiếp) | Thẻ đỏ        | Thẻ vàng  | Thẻ vàng · Thẻ vàng-đỏ (thẻ đỏ gián tiếp) | Thẻ đỏ    |
| --------- | --------- | ---------------- | --------- | --------------- | ------------ | ----------------------------------------- | ------------ | -------- | ----------------------------------------- | ------ | ------------- | ----------------------------------------- | ------------- | --------- | ----------------------------------------- | --------- |
| 1         | 6         | Anh              | CM        | Josh Scowen     | 8            | 0                                         | 1            | 2        | 0                                         | 0      | 0             | 0                                         | 0             | 10        | 0                                         | 1         |
| 2         | 5         | Anh              | CB        | Angus MacDonald | 8            | 0                                         | 0            | 1        | 0                                         | 0      | 0             | 0                                         | 0             | 9         | 0                                         | 0         |
| 2         | 15        | Wales            | RW        | Marley Watkins  | 8            | 0                                         | 1            | 0        | 0                                         | 0      | 0             | 0                                         | 0             | 8         | 0                                         | 1         |
| 4         | 7         | Anh              | RW        | Adam Hammill    | 6            | 0                                         | 1            | 1        | 0                                         | 0      | 0             | 0                                         | 0             | 7         | 0                                         | 1         |
| 5         | 8         | Cộng hòa Ireland | CM        | Conor Hourihane | 7            | 0                                         | 0            | 0        | 0                                         | 0      | 0             | 0                                         | 0             | 7         | 0                                         | 0         |
| 4         | 4         | Anh              | CB        | Marc Roberts    | 4            | 0                                         | 1            | 0        | 0                                         | 0      | 0             | 0                                         | 0             | 4         | 0                                         | 1         |
| 4         | 29        | Ai Cập           | CM        | Sam Morsy       | 5            | 0                                         | 0            | 0        | 0                                         | 0      | 0             | 0                                         | 0             | 5         | 0                                         | 0         |
| 4         | 40        | Anh              | LW        | Ryan Kent       | 5            | 0                                         | 0            | 0        | 0                                         | 0      | 0             | 0                                         | 0             | 5         | 0                                         | 0         |
| 7         | 17        | Anh              | RB        | Andy Yiadom     | 4            | 0                                         | 0            | 0        | 0                                         | 0      | 0             | 0                                         | 0             | 4         | 0                                         | 0         |
| 7         | 29        | Wales            | RB        | Gethin Jones    | 4            | 0                                         | 0            | 0        | 0                                         | 0      | 0             | 0                                         | 0             | 4         | 0                                         | 0         |
| 9         | 1         | Wales            | GK        | Adam Davies     | 3            | 0                                         | 0            | 0        | 0                                         | 0      | 0             | 0                                         | 0             | 3         | 0                                         | 0         |
| 9         | 9         | Anh              | CF        | Sam Winnall     | 3            | 0                                         | 0            | 0        | 0                                         | 0      | 0             | 0                                         | 0             | 3         | 0                                         | 0         |
| 9         | 32        | Anh              | CF        | Adam Armstrong  | 3            | 0                                         | 0            | 0        | 0                                         | 0      | 0             | 0                                         | 0             | 3         | 0                                         | 0         |
| 12        | 19        | Anh              | LB        | Cole Kpekawa    | 2            | 0                                         | 0            | 0        | 0                                         | 0      | 0             | 0                                         | 0             | 2         | 0                                         | 0         |
| 12        | 21        | Thụy Sĩ          | RB        | Saidy Janko     | 2            | 0                                         | 0            | 0        | 0                                         | 0      | 0             | 0                                         | 0             | 2         | 0                                         | 0         |
| 14        | 3         | Anh              | LB        | Aidy White      | 1            | 0                                         | 0            | 0        | 0                                         | 0      | 0             | 0                                         | 0             | 1         | 0                                         | 0         |
| 14        | 18        | Anh              | CB        | Adam Jackson    | 1            | 0                                         | 0            | 0        | 0                                         | 0      | 0             | 0                                         | 0             | 1         | 0                                         | 0         |
| 14        | 22        | Bénin            | CM        | Sessi D'Almeida | 1            | 0                                         | 0            | 0        | 0                                         | 0      | 0             | 0                                         | 0             | 1         | 0                                         | 0         |
| 14        | 27        | Anh              | CM        | Alex Mowatt     | 0            | 0                                         | 1            | 0        | 0                                         | 0      | 0             | 0                                         | 0             | 0         | 0                                         | 1         |
| 14        | 29        | Wales            | RB        | Gethin Jones    | 1            | 0                                         | 0            | 0        | 0                                         | 0      | 0             | 0                                         | 0             | 1         | 0                                         | 0         |
| 14        | 41        | Anh              | CM        | Josh Kay        | 1            | 0                                         | 0            | 0        | 0                                         | 0      | 0             | 0                                         | 0             | 1         | 0                                         | 0         |
| Tổng cộng | Tổng cộng | Tổng cộng        | Tổng cộng | Tổng cộng       | 79           | 0                                         | 5            | 4        | 0                                         | 0      | 0             | 0                                         | 0             | 83        | 0                                         | 5         |

## Chuyển nhượng

### Đến
| Từ ngày             | Vị trí | Quốc tịch | Tên                 | Từ                     | Phí                 | Nguồn  |
| ------------------- | ------ | --------- | ------------------- | ---------------------- | ------------------- | ------ |
| 1 tháng 7 năm 2016  | RB     | Anh       | Andy Yiadom         | Barnet                 | Chuyển nhượng tự do | [ 2 ]  |
| 1 tháng 7 năm 2016  | CF     | Anh       | Stefan Payne        | Dover Athletic         | Chuyển nhượng tự do | [ 3 ]  |
| 1 tháng 7 năm 2016  | CF     | Anh       | Kayden Jackson      | Wrexham                | Chuyển nhượng tự do | [ 4 ]  |
| 1 tháng 7 năm 2016  | AM     | Anh       | George Moncur       | Colchester United      | £500.000            | [ 5 ]  |
| 1 tháng 7 năm 2016  | CF     | Anh       | Elliot Lee          | West Ham United        | Chuyển nhượng tự do | [ 6 ]  |
| 12 tháng 7 năm 2016 | RB     | Anh       | Elliot Kebbie       | Salford City           | Chuyển nhượng tự do | [ 7 ]  |
| 12 tháng 7 năm 2016 | WG     | Anh       | Dylan Mottley-Henry | Bradford City          | Chuyển nhượng tự do | [ 7 ]  |
| 14 tháng 7 năm 2016 | CF     | Wales     | Tom Bradshaw        | Walsall                | £550.000            | [ 8 ]  |
| 2 tháng 8 năm 2016  | CB     | Anh       | Angus MacDonald     | Torquay United         | Không tiết lộ       | [ 9 ]  |
| 11 tháng 8 năm 2016 | CM     | Bénin     | Sessi D'Almeida     | Paris Saint-Germain B  | Chuyển nhượng tự do | [ 10 ] |
| 30 tháng 8 năm 2016 | CB     | Anh       | Adam Jackson        | Middlesbrough          | Không tiết lộ       | [ 11 ] |
| 31 tháng 8 năm 2016 | CF     | Wales     | Jake Charles        | Huddersfield Town      | Không tiết lộ       | [ 12 ] |
| 31 tháng 8 năm 2016 | LB     | Anh       | Cole Kpekawa        | Queens Park Rangers    | Không tiết lộ       | [ 13 ] |
| 22 tháng 9 năm 2016 | CF     | Anh       | Omari Patrick       | Kidderminster Harriers | Chuyển nhượng tự do | [ 14 ] |
| 27 tháng 1 năm 2017 | CM     | Anh       | Alex Mowatt         | Leeds United           | Không tiết lộ       | [ 15 ] |
| 31 tháng 1 năm 2017 | RW     | Wales     | Ryan Hedges         | Swansea City           | Không tiết lộ       | [ 16 ] |

### Đi
| Từ ngày             | Vị trí | Quốc tịch        | Tên                          | Đến                 | Phí                 | Nguồn         |
| ------------------- | ------ | ---------------- | ---------------------------- | ------------------- | ------------------- | ------------- |
| 1 tháng 7 năm 2016  | MF     | Anh              | Brad Abbott                  | Cầu thủ tự do       | Giải phóng          | [ 17 ]        |
| 1 tháng 7 năm 2016  | GK     | Wales            | Christian Dibble             | Boston United       | Chuyển nhượng tự do | [ 18 ]        |
| 1 tháng 7 năm 2016  | DM     | Anh              | Paul Digby                   | Ipswich Town        | Chuyển nhượng tự do | [ 19 ]        |
| 1 tháng 7 năm 2016  | MF     | Anh              | Ben Drennan                  | Cầu thủ tự do       | Giải phóng          | [ 17 ]        |
| 1 tháng 7 năm 2016  | DF     | Anh              | Bailey Gooda                 | Cầu thủ tự do       | Giải phóng          | [ 17 ]        |
| 1 tháng 7 năm 2016  | RW     | Pakistan         | Otis Khan                    | Yeovil Town         | Chuyển nhượng tự do | [ 20 ]        |
| 1 tháng 7 năm 2016  | CF     | Anh              | George Maris                 | Cambridge United    | Giải phóng          | [ 17 ]        |
| 1 tháng 7 năm 2016  | CM     | Anh              | Jak McCourt                  | Northampton Town    | Giải phóng          | [ 23 ]        |
| 1 tháng 7 năm 2016  | LB     | Anh              | George Smith                 | Gateshead           | Giải phóng          | [ 25 ]        |
| 1 tháng 7 năm 2016  | CF     | Anh              | Harry White                  | Solihull Moors      | Chuyển nhượng tự do | [ 26 ]        |
| 1 tháng 7 năm 2016  | RB     | Anh              | George Williams              | Milton Keynes Dons  | Giải phóng          | [ 25 ]        |
| 30 tháng 8 năm 2016 | CB     | Anh              | Alfie Mawson                 | Swansea City        | £5.500.000          | [ 28 ]        |
| 13 tháng 1 năm 2017 | CF     | Anh              | Sam Winnall                  | Sheffield Wednesday | Không tiết lộ       | [ 29 ] [ 30 ] |
| 25 tháng 1 năm 2017 | RB     | Anh              | James Bree                   | Aston Villa         | Không tiết lộ       | [ 31 ]        |
| 26 tháng 1 năm 2017 | CM     | Cộng hòa Ireland | Conor Hourihane (Đội trưởng) | Aston Villa         | Không tiết lộ       | [ 32 ]        |

1. ↑  Sau khi giải phóng, Maris ký hợp đồng với Cambridge United.[21]
2. ↑  Sau khi giải phóng, McCourt ký hợp đồng với Northampton Town.[22]
3. ↑  Sau khi giải phóng, Smith ký hợp đồng với Gateshead.[24]
4. ↑  Sau khi giải phóng, Williams ký hợp đồng với Milton Keynes Dons.[27]
5. ↑   Conor Hourihane là đội trưởng đội một của Barnsley từ tháng 7 năm 2016 đến ngày 26 tháng 1 năm 2017, trước khi anh ký hợp đồng với Aston Villa vào tháng 1 năm 2017.

### Cho mượn đến
| Từ ngày             | Vị trí | Quốc tịch   | Tên             | Từ                | Đến ngày      | Nguồn  |
| ------------------- | ------ | ----------- | --------------- | ----------------- | ------------- | ------ |
| 26 tháng 7 năm 2016 | WG     | Anh         | Ryan Kent       | Liverpool         | Cuối mùa giải | [ 33 ] |
| 30 tháng 8 năm 2016 | CF     | Anh         | Adam Armstrong  | Newcastle United  | Cuối mùa giải | [ 35 ] |
| 31 tháng 8 năm 2016 | CM     | Ai Cập      | Sam Morsy       | Wigan Athletic    | Cuối mùa giải | [ 13 ] |
| 31 tháng 8 năm 2016 | RB     | Thụy Sĩ     | Saidy Janko     | Celtic            | Cuối mùa giải | [ 13 ] |
| 31 tháng 8 năm 2016 | CB     | Tây Ban Nha | Julio Rodríguez | Sporting de Gijón | Cuối mùa giải | [ 36 ] |
| 18 tháng 1 năm 2017 | RB     | Wales       | Gethin Jones    | Everton           | Cuối mùa giải | [ 37 ] |
| 25 tháng 1 năm 2017 | CM     | Anh         | Matty James     | Leicester City    | Cuối mùa giải | [ 38 ] |

1. ↑  Vào ngày 5 tháng 1 năm 2017, việc cho mượn Adam Armstrong từ Newcastle United được kéo dài đến hết mùa giải.[34]

### Cho mượn đi
| Từ ngày              | Vị trí | Quốc tịch | Tên            | Đến                 | Đến ngày             | Nguồn        |
| -------------------- | ------ | --------- | -------------- | ------------------- | -------------------- | ------------ |
| 22 tháng 7 năm 2016  | CF     | Anh       | Kayden Jackson | Grimsby Town        | Cuối mùa giải        | [ 39 ]       |
| 8 tháng 8 năm 2016   | CB     | Wales     | Lewin Nyatanga | Northampton Town    | Cuối mùa giải        | [ 40 ]       |
| 31 tháng 8 năm 2016  | CF     | Anh       | Shaun Tuton    | Grimsby Town        | 31 tháng 12 năm 2016 | [ 41 ] [ a ] |
| 31 tháng 8 năm 2016  | AM     | Anh       | George Moncur  | Peterborough United | 7 tháng 1 năm 2017   | [ 43 ]       |
| 16 tháng 9 năm 2016  | CB     | Anh       | Jack Cowgill   | Braintree Town      | 14 tháng 10 năm 2016 | [ 44 ]       |
| 25 tháng 11 năm 2016 | LW     | Wales     | Jake Charles   | York City           | 23 tháng 12 năm 2016 | [ 45 ]       |
| 30 tháng 1 năm 2017  | CF     | Anh       | Stefan Payne   | Shrewsbury Town     | Cuối mùa giải        | [ 46 ]       |
| 3 tháng 2 năm 2017   | CF     | Anh       | Shaun Tuton    | Barrow              | Cuối mùa giải        | [ 47 ]       |
| 17 tháng 2 năm 2017  | LB     | Anh       | Callum Evans   | Macclesfield Town   | Cuối mùa giải        | [ 48 ]       |

1. ↑  Vào ngày 31 tháng 12 năm 2016, việc cho mượn Shaun Tuton bị chấm dứt.[42]

## Giải đấu

### Giao hữu trước mùa giải
| 9 tháng 7 năm 2016 Giao hữu | Stalybridge Celtic | 0-2      | Barnsley                          | Stalybridge              |  |
| 15:00 BST                   |                    | Chi tiết | Hammill 54' (ph.đ.) · Cowgill 84' | Sân vận động: Bower Fold |  |

| 12 tháng 7 năm 2016 Giao hữu | Guiseley | 0-2      | Barnsley                | Guiseley                      |  |
| 19:30                        |          | Chi tiết | Carvell 22' · Payne 52' | Sân vận động: Nethermoor Park |  |

| 16 tháng 7 năm 2016 Giao hữu | Weston-super-Mare | 0–6      | Barnsley                                                         | Weston-super-Mare                     |  |
| 15:00                        |                   | Chi tiết | Payne 49', 59', 63' · Hourihane 73' · Hammill 78' · Bradshaw 80' | Sân vận động: Sân vận động Woodspring |  |

| 19 tháng 7 năm 2016 Giao hữu | Cheltenham Town | 1–3      | Barnsley                       | Cheltenham                 |  |
| 19:45                        | Holman 83'      | Chi tiết | Thắngnall 36', 45' · Tuton 85' | Sân vận động: Whaddon Road |  |

| 23 tháng 7 năm 2016 Giao hữu | Barnsley | 0–3      | Everton                        | Barnsley              |  |
| 15:00                        |          | Chi tiết | Mirallas 9' · Barkley 60', 73' | Sân vận động: Oakwell |  |

| 26 tháng 7 năm 2016 Giao hữu | Barnsley          | 2-2      | Hull City                | Barnsley              |  |
| 19:30                        | Bradshaw 31', 53' | Chi tiết | Diomande 15' · Bowen 86' | Sân vận động: Oakwell |  |

| 30 tháng 7 năm 2016 Giao hữu | Peterborough United | 0-2      | Barnsley              | Peterborough                           |  |
| 15:00                        |                     | Chi tiết | Scowen 7' · Payne 89' | Sân vận động: Sân vận động London Road |  |

### EFL Championship

#### Bảng xếp hạng
Bảng xếp hạng EFL Championship 2016-17

#### Tóm tắt kết quả
| Tổng thể | Tổng thể | Tổng thể | Tổng thể | Tổng thể | Tổng thể | Tổng thể | Tổng thể | Sân nhà | Sân nhà | Sân nhà | Sân nhà | Sân nhà | Sân nhà | Sân khách | Sân khách | Sân khách | Sân khách | Sân khách | Sân khách |
| ST       | T        | H        | B        | BT       | BB       | HS       | Đ        | T       | H       | B       | BT      | BB      | HS      | T         | H         | B         | BT        | BB        | HS        |
| -------- | -------- | -------- | -------- | -------- | -------- | -------- | -------- | ------- | ------- | ------- | ------- | ------- | ------- | --------- | --------- | --------- | --------- | --------- | --------- |
| 46       | 15       | 13       | 18       | 64       | 67       | −3       | 58       | 6       | 11      | 6       | 32      | 33      | −1      | 9         | 2         | 12        | 32        | 34        | −2        |

Cập nhật lần cuối: 29 tháng 4 năm 2017.

Nguồn: Football League Championship

#### Kết quả theo vòng đấu
| Vòng đấu | 1  | 2  | 3 | 4 | 5 | 6 | 7 | 8 | 9 | 10 | 11 | 12 | 13 | 14 | 15 | 16 | 17 | 18 | 19 | 20 | 21 | 22 | 23 | 24 | 25 | 26 | 27 | 28 | 29 | 30 | 31 | 32 | 33 | 34 | 35 | 36 | 37 | 38 | 39 | 40 | 41 | 42 | 43 | 44 | 45 | 46 |
| -------- | -- | -- | - | - | - | - | - | - | - | -- | -- | -- | -- | -- | -- | -- | -- | -- | -- | -- | -- | -- | -- | -- | -- | -- | -- | -- | -- | -- | -- | -- | -- | -- | -- | -- | -- | -- | -- | -- | -- | -- | -- | -- | -- | -- |
| Sân      | A  | H  | H | A | H | A | A | H | A | H  | A  | H  | H  | A  | H  | A  | H  | H  | A  | H  | A  | A  | H  | H  | A  | A  | H  | A  | H  | H  | A  | A  | H  | H  | A  | A  | H  | A  | H  | H  | A  | A  | H  | A  | H  | A  |
| Kết quả  | L  | W  | W | L | W | W | W | L | L | D  | L  | L  | L  | W  | D  | D  | D  | L  | W  | W  | L  | W  | W  | D  | W  | L  | W  | W  | L  | D  | D  | W  | L  | D  | L  | L  | D  | L  | D  | D  | W  | L  | D  | L  | D  | L  |
| Thứ hạng | 22 | 14 | 7 | 9 | 3 | 3 | 3 | 4 | 7 | 10 | 10 | 11 | 15 | 12 | 12 | 13 | 15 | 18 | 12 | 11 | 12 | 12 | 9  | 9  | 8  | 10 | 8  | 7  | 8  | 9  | 10 | 9  | 9  | 10 | 11 | 11 | 11 | 11 | 13 | 13 | 13 | 13 | 14 | 14 | 14 | 14 |

#### Trận đấu
| 6 tháng 8 năm 2016 1 | Ipswich Town                                                       | 4-2    | Barnsley                                      | Ipswich                                                        |  |
| 15:00 BST            | Bishop 20' · Bru 37' · Ward 46', 61', 84' · McGoldrick 63' (ph.đ.) | report | 27' 74' Watkins · 42'Kent · 49' 58' Hourihane | Sân vận động: Portman Road Lượng khán giả: 17.370 (1.117 Reds) |  |

| 13 tháng 8 năm 2016 2 | Barnsley                                                                 | 2-0    | Derby County                                           | Barnsley                                                                |  |
| 15:00 BST             | Carson 11' (og) · Watkins 33' · Mawson 47' · Hourihane 56' · Hammill 81' | Report | 47' Butterfield · 58' Bryson · 77' Christie · 83' Ince | Sân vận động: Oakwell Lượng khán giả: 15.049 Trọng tài: Tony Harrington |  |

| 17 tháng 8 năm 2016 3 | Barnsley                                              | 3-2      | Queens Park Rangers                                                   | Barnsley                                                                       |  |
| 19:45 BST             | Watkins 4' · Roberts 46' · Hourihane 77' · Scowen 89' | Chi tiết | 47' (ph.đ.) Chery · 61' 90+5' Hall · 74' (ph.đ.)Polter · 90+3' Onuoha | Sân vận động: Oakwell Lượng khán giả: 11.613 (572 away) Trọng tài: Darren Bond |  |

| 20 tháng 8 năm 2016 4 | Huddersfield Town                                                   | 2-1        | Barnsley                                   | Huddersfield                                                                             |  |
| 15:00 BST             | Löwe 27' 37' · Smith 64' · Palmer 75' · Kachunga 90+1' · Hogg 90+2' | BBC Report | 47' Mawson · 83' D'Almeida · 90+7' Roberts | Sân vận động: Sân vận động John Smith's Lượng khán giả: 20.001 Trọng tài: Chris Kavanagh |  |

| 27 tháng 8 năm 2016 5 | Barnsley                                                           | 4-0    | Rotherham United | Barnsley                                                             |  |
| 15:00 BST             | Roberts 54' · Scowen 55' · Hammill 57' · Bradshaw 86' · Kent 90+1' | Report | 90+1' Newell     | Sân vận động: Oakwell Lượng khán giả: 15.283 Trọng tài: Graham Scott |  |

| 10 tháng 9 năm 2016 6 | Preston North End                                     | 1-2        | Barnsley                                                                | Preston                                                                   |  |
| 15:00 BST             | Spurr 39' · Cunningham 47' · McGeady 64' · Hugill 81' | BBC Report | 27' Thắngnall · 50' Roberts · 79' Armstrong · 88' Yiadom · 90+1' Davies | Sân vận động: Deepdale Lượng khán giả: 11.852 Trọng tài: Geoff Eltringham |  |

| 13 tháng 9 năm 2016 7 | Wolverhampton Wanderers | 0–4      | Barnsley                                                                                 | Wolverhampton                                              |  |
| 19:45 BST             |                         | Chi tiết | 42' Scowen · 73' Hourihane · 78' Hammill · 83', 85' Janko · 84' Watkins · 90+1' Bradshaw | Sân vận động: Sân vận động Molineux Lượng khán giả: 18.668 |  |

| 17 tháng 9 năm 2016 8 | Barnsley                                        | 1-2        | Reading                                                                          | Barnsley                                                            |  |
| 15:00 BST             | Hammill 33' · Hourihane 35' · Armstrong 63' 81' | BBC Report | 9' 34' McCleary · 27' 50' Swift · 42' Kermorgant · 45+1' Williams · 60' Blackett | Sân vận động: Oakwell Lượng khán giả: 12.675 Trọng tài: David Coote |  |

| 24 tháng 9 năm 2016 9 | Brighton & Hove Albion                                  | 2-0      | Barnsley                 | Falmer, Brighton                                    |  |
| 15:00 BST             | Dunk 9' · Murray 12', 48' · Bong 19' · Bruno Saltor 28' | Chi tiết | Scowen 66' · Kpekawa 72' | Sân vận động: Falmer Stadium Lượng khán giả: 26.018 |  |

| 27 tháng 9 năm 2016 10 | Barnsley                                                                 | 1-1      | Aston Villa                                        | Barnsley                                                                          |  |
| 19:45 BST              | Kpekawa 31' · Sam Morsy 34' · MacDonald 64' · Yiadom 80' · Thắngnall 90' | Chi tiết | Bacuna 53' · Ayew 61' · Jedinak 63' · Tshibola 68' | Sân vận động: Sân vận động Oakwell Lượng khán giả: 15.830 Trọng tài: James Adcock |  |

| 1 tháng 10 năm 2016 11 | Leeds United                                     | 2-1      | Barnsley          | Leeds                                                                    |  |
| 15:00 BST              | Bartley 36' · Pablo Hernández 54' · Taylor 90+1' | Chi tiết | Taylor 70' (l.n.) | Sân vận động: Elland Road Lượng khán giả: 27.350 Trọng tài: Simon Hooper |  |

| 15 tháng 10 năm 2016 12 | Barnsley                                                    | 2–4      | Fulham                                                                                               | Barnsley                                                                          |  |
| 15:00 BST               | Watkins 4' · Thắngnall 41' 54' · Scowen 67' · Hammill 90+2' | Chi tiết | Johansen 14' · Cairney 29' · Lucas Piazon 37' · Aluko 42' · Malone 46' · Martin 56' 65' · Button 61' | Sân vận động: Sân vận động Oakwell Lượng khán giả: 11.974 Trọng tài: Keith Stroud |  |

| 18 tháng 10 năm 2016 13 | Barnsley      | 0-2      | Newcastle United                             | Barnsley                                                                          |  |
| 19:45 BST               | Hourihane 38' | Chi tiết | Lascelles 40' · Gayle 49', 68' · Shelvey 74' | Sân vận động: Sân vận động Oakwell Lượng khán giả: 18.597 Trọng tài: Paul Tierney |  |

| 22 tháng 10 năm 2016 14 | Brentford                   | 0-2      | Barnsley                                                              | Brentford                                                                    |  |
| 15:00 BST               | Hogan 45+2' · McEachran 66' | Chi tiết | Armstrong 29' · Thắngnall 45+1' 67' · MacDonald 45+2' · Hourihane 81' | Sân vận động: Griffin Park Lượng khán giả: 10.417 Trọng tài: James Linington |  |

| 29 tháng 10 năm 2016 15 | Barnsley                                                                              | 2-2      | Bristol City                                                               | Barnsley                                                                              |  |
| 15:00 BST               | Watkins 21' · Sam Morsy 23' · Kay 42' · Thắngnall 45+3' · Jackson 58' · Hammill 90+1' | Chi tiết | Wilbraham 28' · Smith 45+1' · Tomlin 58' (ph.đ.) · Bryan 69' · Abraham 76' | Sân vận động: Sân vận động Oakwell Lượng khán giả: 11.869 Trọng tài: Geoff Eltringham |  |

| 5 tháng 11 năm 2016 16 | Burton Albion | 0-0      | Barnsley      | Burton-upon-Trent                                                                |  |
| 15:00 GMT              | Turner 73'    | Chi tiết | MacDonald 32' | Sân vận động: Sân vận động Pirelli Lượng khán giả: 4.913 Trọng tài: Peter Bankes |  |

| 19 tháng 11 năm 2016 17 | Barnsley | 0-0    | Wigan Athletic             | Barnsley                                                               |  |
| 15:00 GMT               |          | Report | 43' MacDonald · 71' Morgan | Sân vận động: Oakwell Lượng khán giả: 12.181 Trọng tài: Jeremy Simpson |  |

| 25 tháng 11 năm 2016 18 | Barnsley                       | 2–5      | Nottingham Forest                                                     | Barnsley                                                                             |  |
| 19:45 GMT               | Thắngnall 5' · Watkins 14' 66' | Chi tiết | Lansbury 13', 45+1', 82' (ph.đ.) · Vellios 24' · Fox 61' · Osborn 63' | Sân vận động: Sân vận động Oakwell Lượng khán giả: 13.180 Trọng tài: Oliver Langford |  |

| 3 tháng 12 năm 2016 19 | Birmingham City                         | 0–3      | Barnsley                                                   | Birmingham                                                                       |  |
| 15:00 GMT              | Cogley 34' · Davis 38' 71' · Tesche 87' | Chi tiết | Kent 3' · Sam Morsy 24' · Roberts 38' · Thắngnall 84', 87' | Sân vận động: St. Andrew's Stadium Lượng khán giả: 17.072 Trọng tài: David Coote |  |

| 10 tháng 12 năm 2016 20 | Barnsley                     | 2-1    | Norwich City | Barnsley                                                             |  |
| 15:00 GMT               | Bradshaw 12' · Hourihane 40' | Report | 52' Oliveria | Sân vận động: Oakwell Lượng khán giả: 12.306 Trọng tài: Andy Woolmer |  |

| 13 tháng 12 năm 2016 21 | Sheffield Wednesday                                             | 2-0      | Barnsley                | Sheffield                                                                              |  |
| 19:45 GMT               | MacDonald 37' (l.n.) · Bannan 45+1' · João 50' · Hutchinson 80' | Chi tiết | Morsy 40' · Hammill 82' | Sân vận động: Sân vận động Hillsborough Lượng khán giả: 27.248 Trọng tài: Peter Bankes |  |

| 17 tháng 12 năm 2016 22 | Cardiff City                                               | 3–4      | Barnsley                                                                                        | Cardiff                                                                                   |  |
| 15:00 GMT               | Morrison 3' · Noone 45' · Whittingham 79' · Pilkington 89' | Chi tiết | 19', 32', 59' Thắngnall · 42' Yiadom · 43' Scowen · 53' Davies · 87' MacDonald · 90+5' Williams | Sân vận động: Sân vận động Cardiff City Lượng khán giả: 14.754 Trọng tài: Tony Harrington |  |

| 26 tháng 12 năm 2016 23 | Barnsley                                  | 2-0      | Blackburn Rovers                      | Barnsley                                                            |  |
| 15:00 GMT               | Thắngnall 14' · Morsy 83' · Watkins 90+3' | Chi tiết | 63' Mulgrew · 67' Akpan · 86' Lenihan | Sân vận động: Oakwell Lượng khán giả: 14.192 Trọng tài: Andy Madley |  |

| 31 tháng 12 năm 2016 24 | Barnsley                                                               | 2-2      | Birmingham City                      | Barnsley                                                                          |  |
| 15:00 GMT               | Bradshaw 24' · Thắngnall 28' · Roberts 51' · Hourihane 61' · Morsy 87' | Chi tiết | Maghoma 33' · Jutkiewicz 52' (ph.đ.) | Sân vận động: Sân vận động Oakwell Lượng khán giả: 13.397 Trọng tài: Scott Duncan |  |

| 2 tháng 1 năm 2017 25 | Nottingham Forest | 0-1      | Barnsley      | Nottingham                                                                      |  |
| 15:00 GMT             | Lam 32'           | Chi tiết | 88' Hourihane | Sân vận động: The City Ground Lượng khán giả: 22.105 Trọng tài: James Linington |  |

| 14 tháng 1 năm 2017 26 | Fulham                          | 2-0      | Barnsley                     | London                                                                     |  |
| 15:00 GMT              | Martin 45+2' (pen) · Malone 55' | Chi tiết | 53' Aidy White · 73' Watkins | Sân vận động: Craven Cottage Lượng khán giả: 18.010 Trọng tài: Andy Davies |  |

| 21 tháng 1 năm 2017 27 | Barnsley                                                                               | 3-2      | Leeds United                                                 | Barnsley                                                                       |  |
| 17:30 GMT              | Hourihane 21' 54' · Bradshaw 45' · Kent 48' · Watkins 66' · Scowen 67' · Armstrong 82' | Chi tiết | Wood 18', 68' (ph.đ.) · Roofe 53' · Bartley 57' · O'Kane 70' | Sân vận động: Sân vận động Oakwell Lượng khán giả: 17.817 Trọng tài: Mike Dean |  |

| 28 tháng 1 năm 2017 28 | Rotherham United | 0-1      | Barnsley                 | Rotherham                                                                                  |  |
| 15:00 GMT              | Mattock 16'      | Chi tiết | Kent 25' · Armstrong 70' | Sân vận động: AESSEAL Sân vận động New York Lượng khán giả: 11.050 Trọng tài: Keith Stroud |  |

| 31 tháng 1 năm 2017 29 | Barnsley                                 | 1–3      | Wolverhampton Wanderers                                                 | Barnsley                                                                     |  |
| 19:45 GMT              | MacDonald 35' · Mowatt 42' · Roberts 80' | Chi tiết | Hause 5' · Coady 18' · Batth 28' · Edwards 36', 77' 65' · Weimann 90+3' | Sân vận động: Oakwell Lượng khán giả: 11.808 Trọng tài: Christopher Kavanagh |  |

| 4 tháng 2 năm 2017 30 | Barnsley   | 0-0      | Preston North End                                         | Barnsley                                                                |  |
| 15:00 GMT             | Scowen 58' | Chi tiết | McGeady 64' · Pearson 79' · Browne 88' · Cunningham 90+3' | Sân vận động: Oakwell Lượng khán giả: 12.590 Trọng tài: Oliver Langford |  |

| 11 tháng 2 năm 2017 31 | Reading                | 0-0      | Barnsley                    | Reading                                                                      |  |
| 15:00 GMT              | Obita 34' · Gunter 69' | Chi tiết | Jones 61' · Armstrong 90+4' | Sân vận động: Madejski Stadium Lượng khán giả: 16.222 Trọng tài: Darren Bond |  |

| 14 tháng 2 năm 2017 32 | Aston Villa | 1–3      | Barnsley                                                           | Birmingham                                                                  |  |
| 19:45 GMT              | Kodjia 44'  | Chi tiết | Armstrong 25' (ph.đ.) · Watkins 30' · Bradshaw 43', 58' · Kent 60' | Sân vận động: Villa Park Lượng khán giả: 26.435 Trọng tài: Geoff Eltringham |  |

| 18 tháng 2 năm 2017 33 | Barnsley | 0-2      | Brighton & Hove Albion | Barnsley                                                            |  |
| 15:00 GMT              |          | Chi tiết | Baldock 5' 53', 68'    | Sân vận động: Oakwell Lượng khán giả: 12.743 Trọng tài: David Coote |  |

| 25 tháng 2 năm 2017 34 | Barnsley                 | 1-1      | Huddersfield Town                                                             | Barnsley                                                             |  |
| 15:00 GMT              | Jones 24' · Davies 90+1' | Chi tiết | Hefele 18' · Mooy 25' · Smith 41' · Whitehead 52' · Billing 68' · Brown 90+1' | Sân vận động: Oakwell Lượng khán giả: 18.075 Trọng tài: Tim Robinson |  |

| 4 tháng 3 năm 2017 35 | Derby County                | 2-1      | Barnsley                            | Derby                                                                     |  |
| 15:00 GMT             | Ince 54' · Nugent 76' 90+2' | Chi tiết | Yiadom 27' · James 52' · Scowen 58' | Sân vận động: iPro Stadium Lượng khán giả: 30.280 Trọng tài: Keith Stroud |  |

| 7 tháng 3 năm 2017 36 | Queens Park Rangers                                                     | 2-1      | Barnsley                   | Shepherd's Bush, London                                                     |  |
| 19:45 GMT             | Sylla 7' · Perch 14' · MacDonald 66' (l.n.) · Bidwell 83' · Manning 87' | Chi tiết | Bradshaw 79' · Hammill 85' | Sân vận động: Loftus Road Lượng khán giả: 11.635 Trọng tài: Tony Harrington |  |

| 11 tháng 3 năm 2017 37 | Barnsley    | 1-1      | Ipswich Town                     | Barnsley                                                               |  |
| 15:00 GMT              | Watkins 58' | Chi tiết | Skuse 45' · Lawrence 90+2' 90+2' | Sân vận động: Oakwell Lượng khán giả: 11.836 Trọng tài: Stephen Martin |  |

| 18 tháng 3 năm 2017 38 | Norwich City                                  | 2-0      | Barnsley | Norwich                                                                 |  |
| 15:00 GMT              | Murphy 44' · Pinto 62' · MacDonald 71' (l.n.) | Chi tiết |          | Sân vận động: Carrow Road Lượng khán giả: 26.105 Trọng tài: Darren Bond |  |

| 1 tháng 4 năm 2017 39 | Barnsley                                       | 1-1      | Sheffield Wednesday                          | Barnsley                                                             |  |
| 12:30 BST             | Hammill 61' · Kent 76' · MacDonald 90+2' 90+3' | Chi tiết | Thắngnall 50' 75' · Reach 90+1' · Hunt 90+1' | Sân vận động: Oakwell Lượng khán giả: 18.003 Trọng tài: Kevin Friend |  |

| 4 tháng 4 năm 2017 40 | Barnsley  | 0-0      | Cardiff City                             | Barnsley                                      |  |
| 19:45 BST             | Janko 76' | Chi tiết | Bamba 48' · Connolly 82' · Halford 90+1' | Sân vận động: Oakwell Trọng tài: Scott Duncan |  |

| 8 tháng 4 năm 2017 41 | Blackburn Rovers          | 0-2      | Barnsley                     | Blackburn                                                                  |  |
| 15:00 BST             | Bennett 45+1' · Hoban 67' | Chi tiết | Roberts 3' · Watkins 10' 68' | Sân vận động: Ewood Park Lượng khán giả: 12.347 Trọng tài: Oliver Langford |  |

| 13 tháng 4 năm 2017 42 | Wigan Athletic                                                       | 3-2      | Barnsley                                                                       | Wigan                                                                        |  |
| 19:45 BST              | MacDonald 45' · Powell 71', 72', 82' (ph.đ.) · Burn 78' · Hanson 90' | Chi tiết | Armstrong 42' · Watkins 49' · Janko 53' · Kent 59' · Jones 76' · MacDonald 78' | Sân vận động: Sân vận động DW Lượng khán giả: 10.838 Trọng tài: Simon Hooper |  |

| 17 tháng 4 năm 2017 43 | Barnsley                    | 1-1      | Brentford     | Barnsley                                                             |  |
| 15:00 BST              | Watkins 28' · MacDonald 60' | Chi tiết | Jozefzoon 41' | Sân vận động: Oakwell Lượng khán giả: 13.935 Trọng tài: Robert Jones |  |

| 22 tháng 4 năm 2017 44 | Bristol City                                       | 3-2      | Barnsley                             | Bristol                                                                               |  |
| 15:00 BST              | Smith 42' · Abraham 53' · Paterson 69' · Flint 74' | Chi tiết | Scowen 34' · Mowatt 37' · Moncur 64' | Sân vận động: Sân vận động Ashton Gate Lượng khán giả: 18.617 Trọng tài: Scott Duncan |  |

| 29 tháng 4 năm 2017 45 | Barnsley               | 1-1      | Burton Albion                 | Barnsley                                                               |  |
| 15:00 BST              | Jones 32' · Moncur 38' | Chi tiết | Flanagan 49' · Varney 52' 85' | Sân vận động: Oakwell Lượng khán giả: 12.952 Trọng tài: Jeremy Simpson |  |

| 7 tháng 5 năm 2017 46 | Newcastle United                                 | 3-0      | Barnsley | Newcastle upon Tyne                                                            |  |
| 12:00 BST             | Pérez 23' · Shelvey 26' · Mbemba 59' · Gayle 90' | Chi tiết |          | Sân vận động: St James' Park Lượng khán giả: 52.276 Trọng tài: James Linington |  |

### Cúp FA
| 7 tháng 1 năm 2017 Vòng Ba | Blackpool | 0-0    | Barnsley   | Blackpool                                                                      |  |
| 15:00 GMT                  |           | Report | Scowen 63' | Sân vận động: Bloomfield Road Lượng khán giả: 4.875 Trọng tài: Chris Sarginson |  |

| 17 tháng 1 năm 2017 Đá lại Vòng Ba | Barnsley                                        | 1-2 (s.h.p.) | Blackpool                                         | Barnsley                                                          |  |
| 19:45 GMT                          | Scowen 45+1' · MacDonald 49' 112' · Hammill 65' | Report       | Mellor 30' · Aldred 66' · Osayi-Samuel 80' 120+1' | Sân vận động: Oakwell Lượng khán giả: 5.558 Trọng tài: Roger East |  |

### Cúp EFL
| 9 tháng 8 năm 2016 Vòng 1 | Barnsley   | 1-2 (s.h.p.) | Northampton Town                                                 | Barnsley, South Yorkshire                              |  |
| 19:45 BST                 | Scowen 21' | Chi tiết     | Potter 46' · Davies 52' (l.n.) · Phillips 75' · O'Toole 81' 114' | Sân vận động: Oakwell Lượng khán giả: 4.455 (322 away) |  |

## Tóm tắt
| Thứ hạng chung cuộc        | thứ 14                                                                                             |
| Điểm                       | 58                                                                                                 |
| Hiệu số bàn thắng          | -3                                                                                                 |
| Cầu thủ ghi bàn nhiều nhất | Adam Hammill (11)                                                                                  |
| Cầu thủ ra sân nhiều nhất  | Adam Davies (45)                                                                                   |
| Kỉ luật nhiều nhất         | Josh Scowen, Marley Watkins (8 , 1 )                                                               |
| Số trận thi đấu            | 49 (46 Championship, 2 Cúp FA, 1 Cúp Liên đoàn)                                                    |
| Số trận thắng              | 15 (15 Championship, 0 Cúp FA, 0 Cúp Liên đoàn)                                                    |
| Số trận hòa                | 14 (13 Championship, 1 Cúp FA, 0 Cúp Liên đoàn)                                                    |
| Số trận thua               | 20 (18 Championship, 1 Cúp FA, 1 Cúp Liên đoàn)                                                    |
| Số bàn thắng ghi được      | 66 (64 Championship, 1 Cúp FA, 1 Cúp Liên đoàn)                                                    |
| Số bàn thắng thủng lưới    | 71 (67 Championship, 2 Cúp FA, 2 Cúp Liên đoàn)                                                    |
| Số trận giữ sạch lưới      | 15 (14 Championship, 1 Cúp FA, 0 Cúp Liên đoàn)                                                    |
| Thẻ vàng                   | 77 (73 Championship, 4 Cúp FA, 0 Cúp Liên đoàn)                                                    |
| Thẻ đỏ                     | 5 (5 Championship, 0 Cúp FA, 0 Cúp Liên đoàn)                                                      |
| Kết quả tốt nhất           | 4-0 vs Rotherham United (27 tháng 8 năm 2016) 4-0 vs Wolverhampton Wanderers (13 tháng 9 năm 2016) |
| Kết quả tệ nhất            | 2–5 vs Nottingham Forest (25 thang 11 năm 2016) 0–3 vs Newcastle United (7 tháng 5 năm 2017)       |